# Big bang (album)
Big bang är det femte studioalbumet av Os Paralamas do Sucesso, släppt 1989.

## Spår
1. "Perplexo" (Bi Ribeiro, João Barone, Herbert Vianna)
2. "Dos restos" (Liminha, Herbert Vianna)
3. "Pólvora" (Herbert Vianna)
4. "Nebulosa do amor" (Herbert Vianna)
5. "Vulcão Dub" (Bi Ribeiro, João Barone, Herbert Vianna)
6. "Se você me quer" (Herbert Vianna)
7. "Rabicho do cachorro rabugento" (Bi Ribeiro, João Barone, Herbert Vianna)
8. "Esqueça o que te disseram sobre o amor (Vai ser diferente)" (João Barone, Herbert Vianna)
9. "Lanterna dos afogados" (Herbert Vianna)
10. "Bang bang" (Herbert Vianna)
11. "Lá em algum lugar" (Herbert Vianna)
12. "Jubiabá" (A.Robert, L.Kitchner)
13. "Cachorro na feira" (Bi Ribeiro, João Barone, Herbert Vianna)